# 人間道
《人間道》是1990年電影《倩女幽魂II：人間道》的主題曲，由黃霑作詞作曲、戴樂民編曲、片中男配角張學友演唱。跟電影一樣含有對六四事件的隱喻。2019年4月，歌曲遭中國大陸主流音樂網站大規模下架，引發熱議。

## 背景
配合電影的題材方向，黃霑曾透露歌詞表達了「他們」對六四事件的痛心，但認為聽眾察覺不出這個政治隱喻。

## 音樂特徵及評價
歌曲的結構是「一段體」（即全曲不分主副歌，單以一個重重覆覆的樂段構成）；並以降A大調【F小調】寫成，中途曾轉至降E大調，一個樂段中轉調了三次。
編曲突出戴樂民負責的鍵盤、電子樂器，以及黃安源演奏的二胡，混音錄音師則是郭榮基。
詞評人楊熙認為歌詞不僅富於政治隱喻，同時也是一首稱職的電影主題曲，描寫了片中「是非不分的世界」和主人翁寧采臣沉重的心情。

## 收錄資訊
粵語版收錄於張學友1990年的專輯《夢中的你》，國語版收錄於1995年的精選輯《真愛新曲+精選》。1991年，張學友在香港紅館舉行的《每天愛你多一些演唱會》中穿著一身古裝演繹此曲（粵語版），後收入相關的現場專輯。
2009年，環球唱片推出精選輯《田》（外界多視為紀念六四廿周年之作，監製則說是「慘情歌」精選），此曲收錄其中。

## 事件
2019年4月，歌曲遭Apple Music（中國區）、網易雲音樂、蝦米音樂、QQ音樂等中國大陸主流音樂網站下架，外界多惴測原因是歌詞所影射的六四事件屬敏感政治議題  。